# 4 sekunder
4 sekunder är en poplåt skriven av Magnus Uggla och Anders Henriksson och framförd av Magnus Uggla på musikalbumet Alla får påsar 1993.
Singeln placerade sig som högst på sjunde plats på försäljningslistan för singlar i Sverige. Melodin testades på Trackslistan, där den låg i nio omgångar under perioden 2–16 oktober 1993, med tredjeplats som högsta placering. Den testades även på Svensktoppen, där den låg i nio omgångar under perioden 23 oktober–18 december 1993, med femteplats som högsta placering .
En lång-diskussion med skivbolaget uppstod, om den skulle vara första singel ut. Alla trodde på Jånni Balle, men Magnus Ugglas fru Lolo höll på "4 sekunder", och Magnus Uggla gick på hennes linje. Skivbolaget gick med på det, och 2002 menade Magnus Uggla att på hans fansajter ligger "4 sekunder" ofta högt upp på listorna, men inte "Jånni Balle".

## Videon
I videon till 4 sekunder spelar Magnus Uggla en man som besöker en kvinnlig psykolog och för henne berättar om sina problem. Psykologen spelas av Kristina Lugn.

## Listplaceringar
| Lista (1993) | Position |
| ------------ | -------- |
| Sverige      | 7        |